# تراموا فرانکفورت
تراموا فرانکفورت (انگلیسی: Trams in Frankfurt am Main) سامانه تراموا در شهر فرانکفورت، آلمان است.
این ترموا که در سال ۱۸۷۲ تأسیس شده دارای ۱۰ خط، ۱۳۶ ایستگاه و ۶۷٫۳ کیلومتر طول دارد.

## نگارخانه

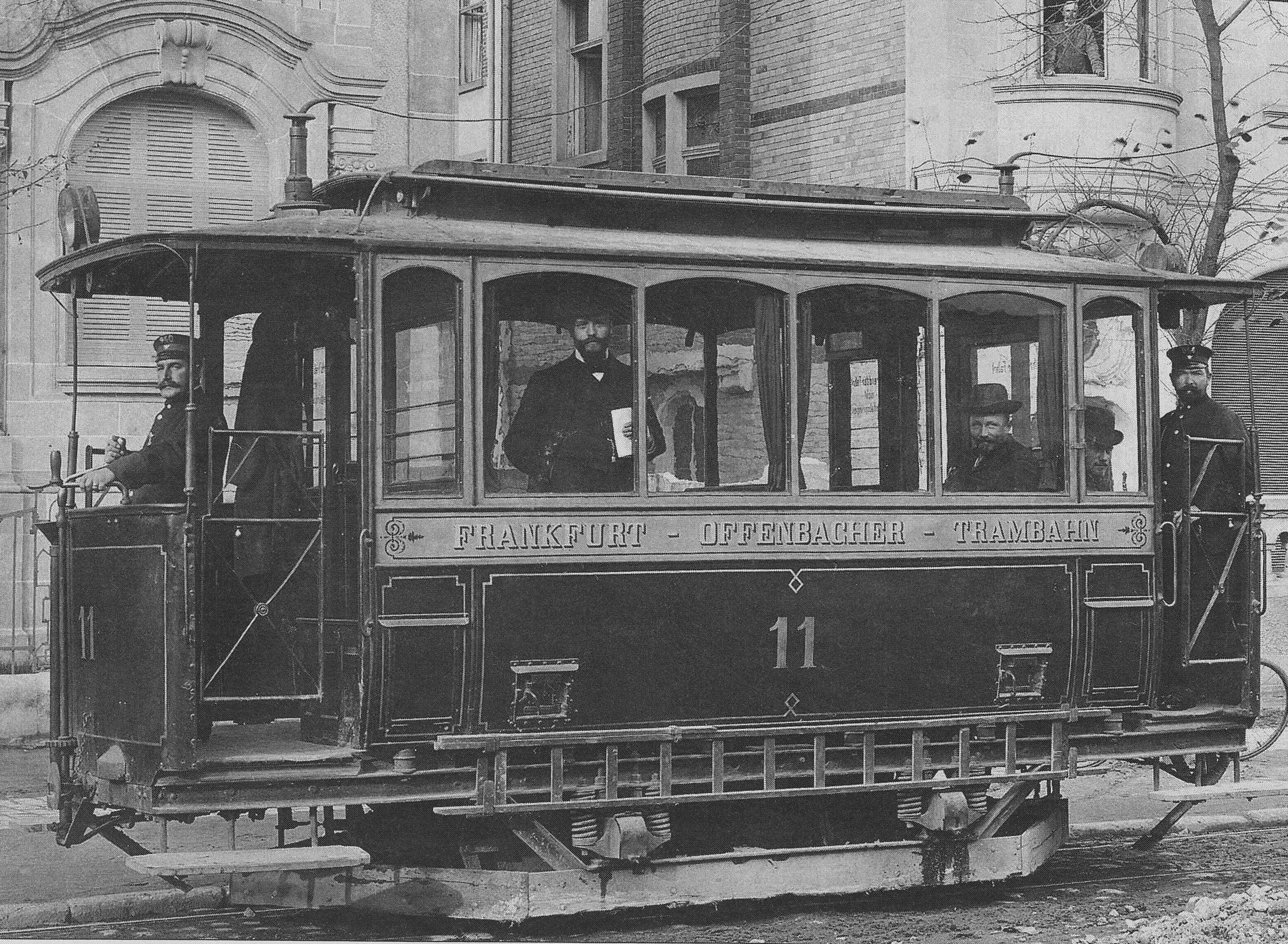
۱۸۸۴
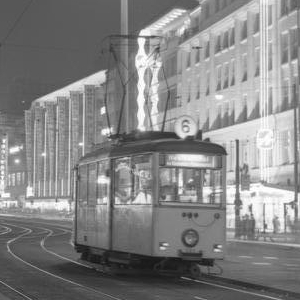
۱۹۶۰
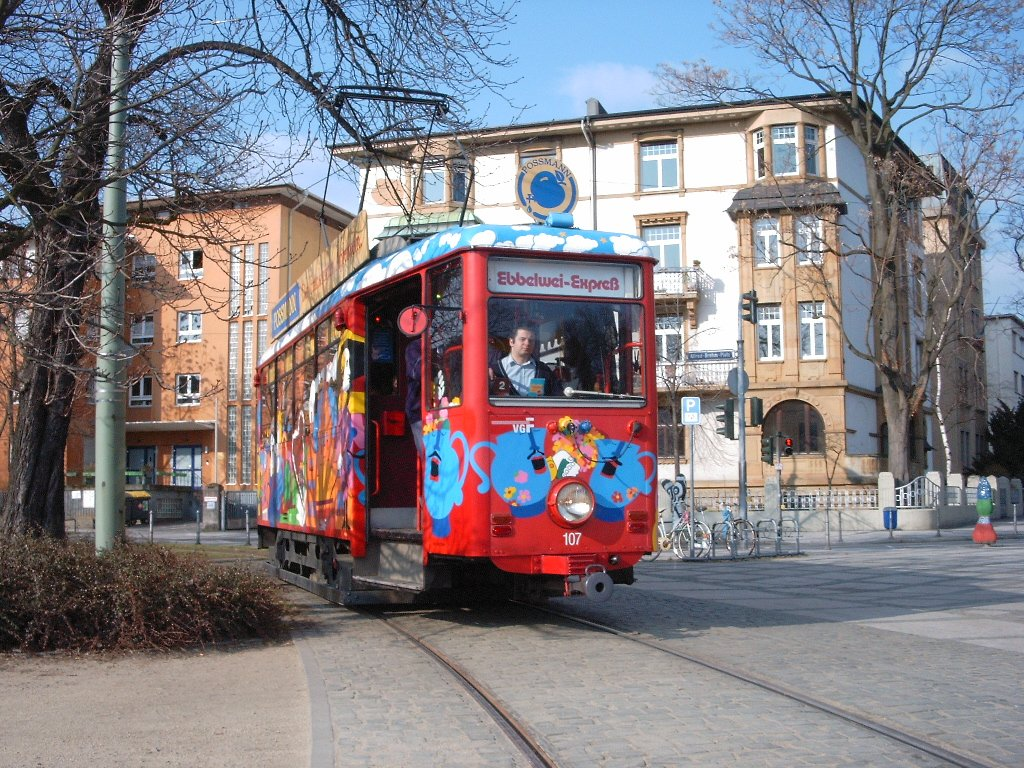
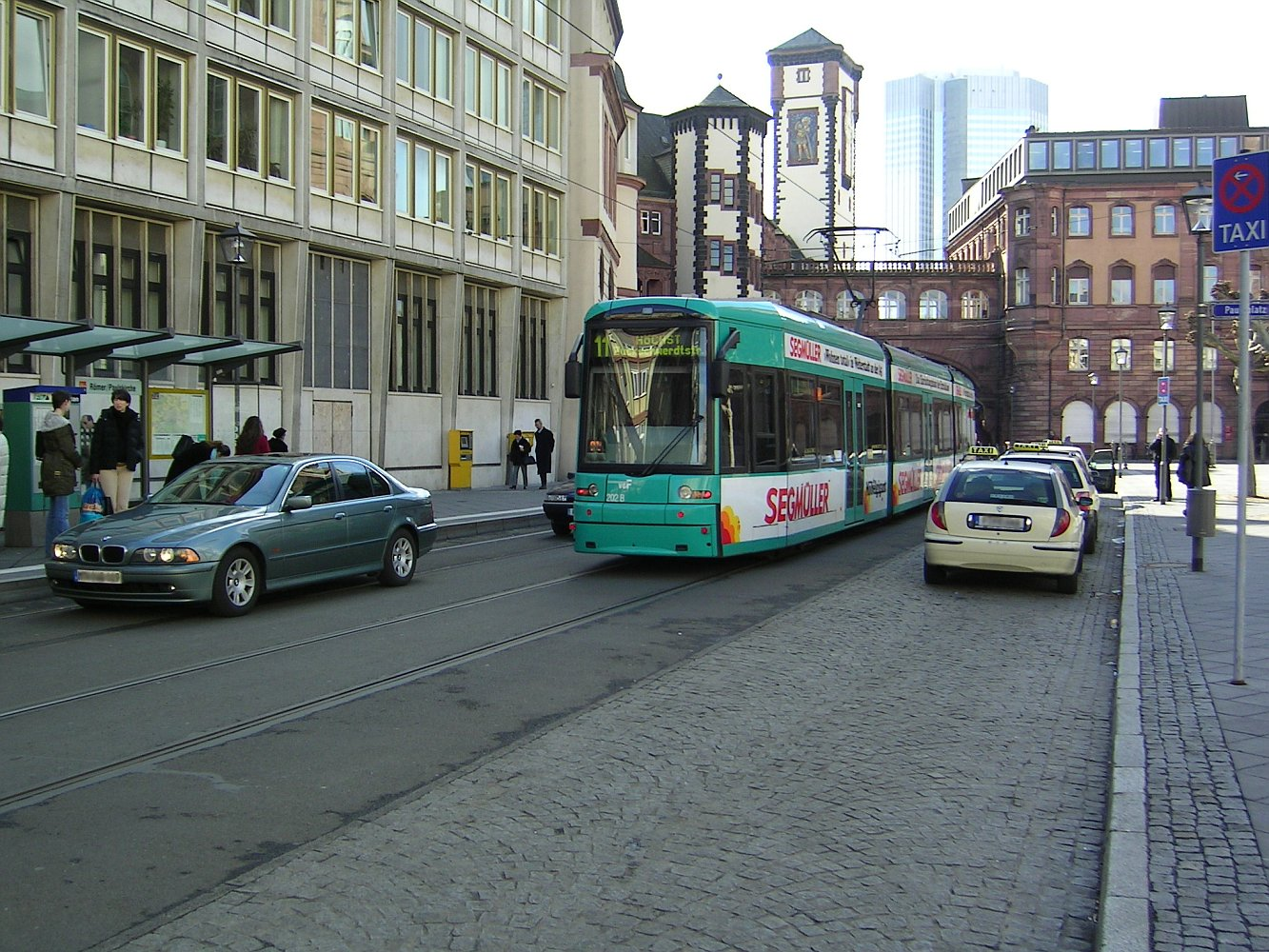
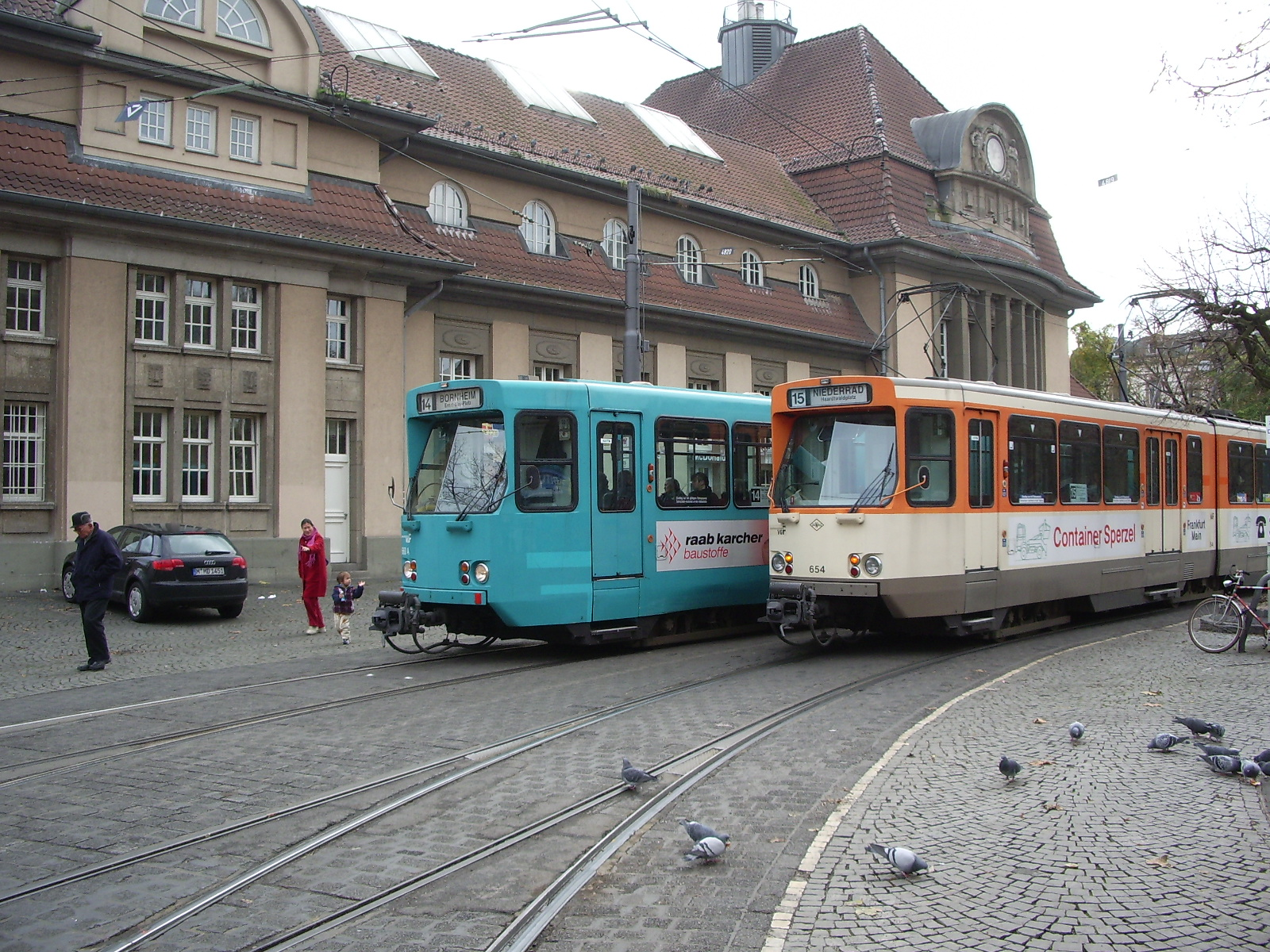
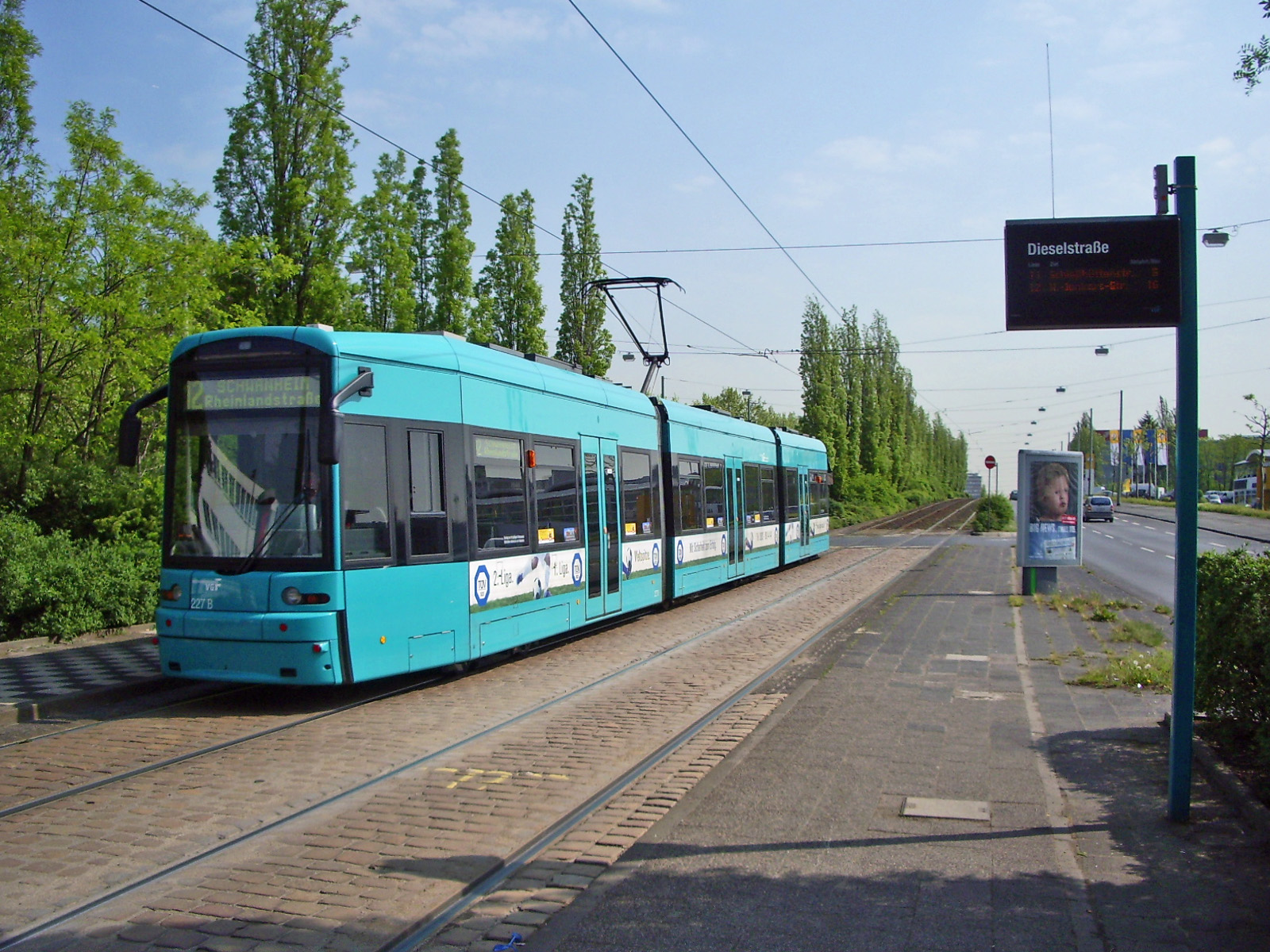
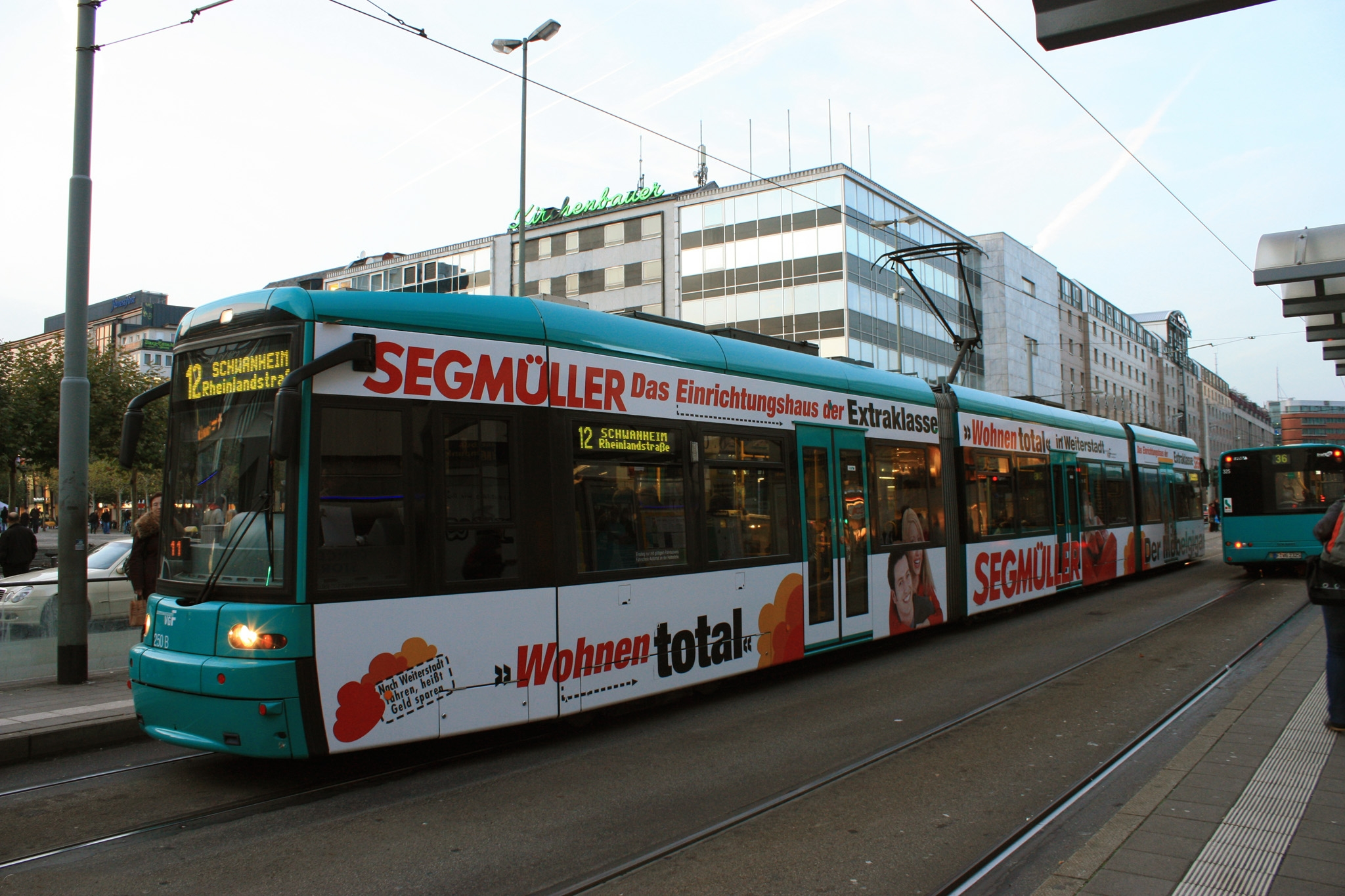
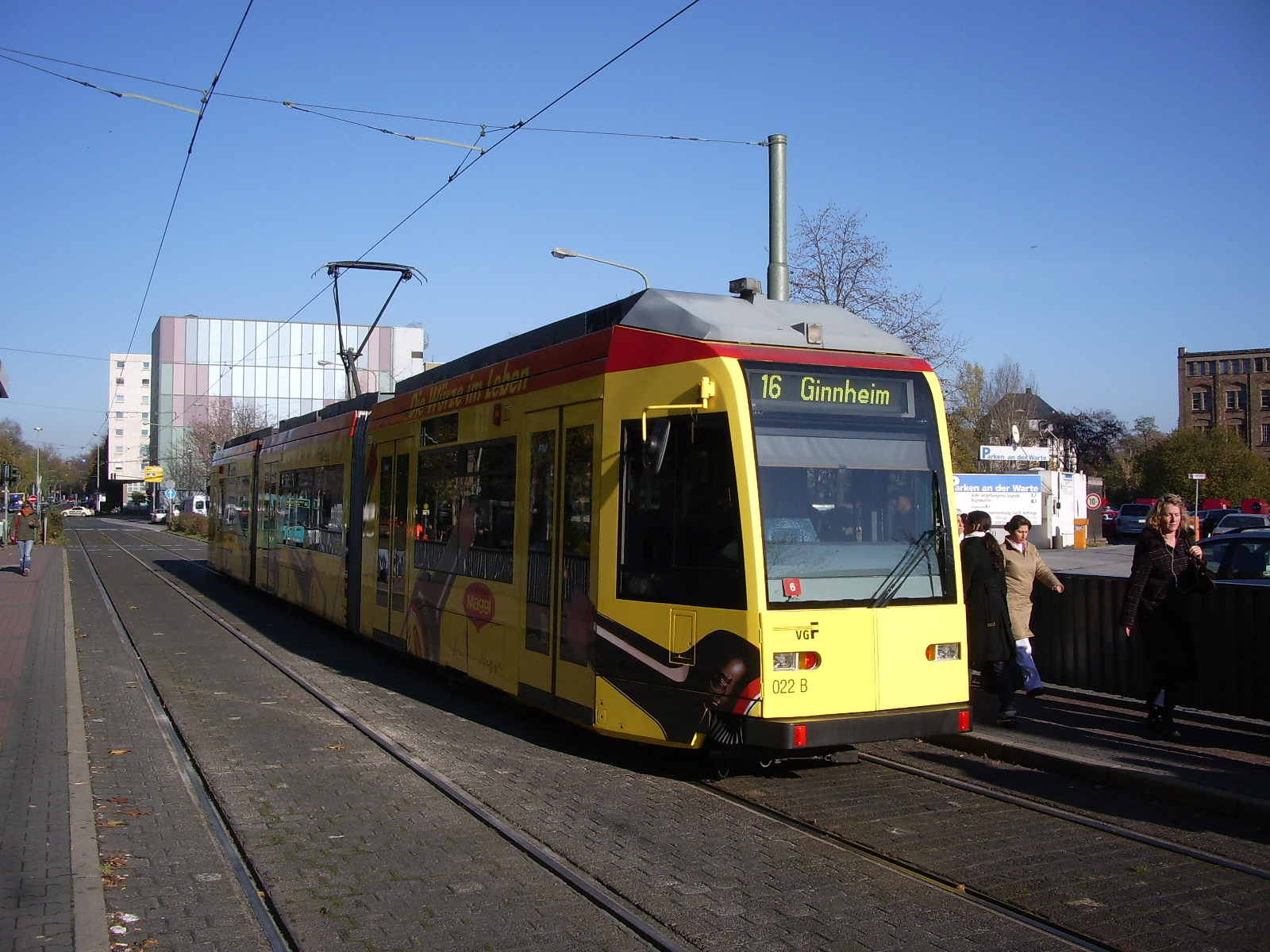